# D@ns le texte
 (décembre 2020).
Si vous disposez d'ouvrages ou d'articles de référence ou si vous connaissez des sites web de qualité traitant du thème abordé ici, merci de compléter l'article en donnant les références utiles à sa vérifiabilité et en les liant à la section « Notes et références ».

Logo de l'émission

D@ns le texte est une émission littéraire bimensuelle du site Arrêt sur images.

## Concept
Un auteur est invité à venir parler de son œuvre, face à Judith Bernard, la présentatrice de l'émission, et un chroniqueur (au départ, Éric Naulleau et Frédéric Ferney, mais Erwan Desplanques, Hubert Artus et Aude Lancelin sont également intervenus).
Il s'agit de s'intéresser avec lui, aux mots, rien qu'aux mots. Tout simplement.

## Les invités

### Première émission
Cette première le 10 mars 2009 était consacrée à Michel Vinaver, invité pour sa pièce de théâtre : L'ordinaire.
Daniel Schneidermann, le producteur, explique son choix dans un article publié sur le site :
"Pourquoi commencer par lui ? Parce qu'on avait envie d'entendre d'autres voix, sur la crise. D'autres voix que celles, aphones et inaudibles, des économistes et des politiques. On avait envie de confronter la crise à la puissance d'un texte."

### Des écrivains éclectiques
Après le dramaturge, d'autres ont suivi. 
Patrick Chamoiseau, prix Goncourt en 1992, y est par exemple venu parler des droits du vivant qu'il défend dans "Les neuf consciences du malfini". Ou encore Regis Debray, et son Moment fraternité. Mais aussi Chloé Delaume, Agnès Desarthe...
Une émission originale a également été réalisée avec Claude Lanzmann, que l'on connait pour autre chose que la littérature, et qui publie une autobiographie : Le lièvre de Patagonie.
Mais plus que des écrivains, ce sont tous ceux qui ont un rapport avec les textes qui peuvent participer à D@ns le texte. Eric Hazan, directeur de la maison d'édition La fabrique est venu présenter L'insurrection qui vient, livre dont les auteurs (le Comité invisible) sont anonymes.

## Les émissions

### Saison 1
- "Michel Vinaver et le capitalisme, d@ns le texte : le dramaturge est le premier invité de notre émission littéraire", 10/03/2009.
- "Régis Debray et la fraternité, d@ns le texte : mais aussi le pape, Flaubert, Nietzsche, l'OM et Obama", 24/03/2009.
- "Chloé Delaume, Racine et Sacha Distel, d@ns le texte", 07/04/2009.
- "Claude Lanzmann au-dessus des mortels, d@ns le texte", 21/04/2009.
- "Éric Hazan et l'insurrection, d@ns le texte", 05/05/2009.
- "Agnès Desarthe et l'assiette du placard, d@ns le texte", 19/05/2009.
- "Chamoiseau, le Foufou et Obama, d@ns le texte", 02/06/2009.
- "Michon et la malice, d@ns le texte", 15/06/2009.

### Saison 2
- "Ravalec et la littérature rock, d@ns le texte", 24/09/2009.
- "Véronique Ovaldé, putes et poissons volants, d@ns le texte", 08/10/2009.
- "Delphine de Vigan et le travail, d@ns le texte", 20/10/2009.
- "Guenassia et les grandes espérances, d@ns le texte", 09/11/2009.
- "Audouard et nos racismes, d@ns le texte", 19/11/2009.
- "Haenel répond à Lanzmann, d@ns le texte", 04/02/2010.
- "Filoche, Filippetti, la paresse et le travail, d@ns le texte", 18/02/2010.
- "Ellroy, Hammett et leurs traductions, d@ns le texte", 02/03/2010.
- "Jauffret, Stern et sa meurtrière, d@ns le texte", 18/03/2010.
- "Les dégagements de Régis Debray, d@ns le texte", 01/04/2010.
- "Claude Durand fait sa fête à l'édition, d@ns le texte", 15/04/2010.
- "Avatar, voyage d@ns le film", 29/04/2010.
- "Alice Zeniter, la colère et Facebook, d@ns le texte", 13/05/2010.
- "Marie-Dominique Arrighi, infiltrée du cancer, d@ns le texte", 27/05/2010.
- "De Gaulle l'écrivain, d@ns le texte", 17/06/2010.
- "Hugo, le résistant, d@ns le texte", 01/07/2010.
- "Refaire le coup d'American Pie, ça ne marche pas : la difficile importation du comique US, Universal France s'explique", 13/08/2010.

### Saison 3
- "Despentes, la peur, la colère, les gouines, d@ns le texte : Apocalypse bébé, prix Renaudot", 14/09/2010.
- "Lordon et le capitalisme waoow, d@ns le texte : ou le néo-libéralisme expliqué par l'angle alpha", 30/09/2010.
- "Cespedes, l'encouplement et le porno, d@ns le texte", 03/11/2010.
- "Tomates et insurrection, d@ns le texte", 11/11/2010.
- "Nabe et l'arrêt de l'écriture, d@ns le texte", 02/12/2010.
- "Le cinéma n'a rien à voir avec la littérature : aux racines du cinéma avec Rafik Djoumi", 30/12/2010.
- "Stéphane Hessel et l'indignation, d@ns le texte", 05/01/2011.
- "Céline et le côté obscur de la force, d@ns le texte", 09/02/2011.
- "Iegor Gran, Home, les tortues et la propagande, d@ns le texte", 05/05/2011.
- "Les milliardaires dans la presse, d@ns le texte", 18/05/2011.
- "Lola Lafon et la tempête qui s'annonce, d@ns le texte", 01/06/2011.
- "Un écrivain a tout intérêt à faire la guerre : Julien Gracq et la débâcle évoqués par Debray et Bernhild Boie", 19/08/2011.

### Saison 4
- "Reinhardt, savoir-jouir et peine à jouir, d@ns le texte", 31/08/2011.
- "J'adorerais mettre en scène un spectacle de Hollande : Jean-Michel Ribes, d@ans les coulisses de René l'énervé", 20/10/2011.
- "Jenni et l'art français de la guerre, d@ns le texte : Algérie, Afghanistan, Houellebecq, Tarantino, le Goncourt 2011 parle", 02/11/2011.
- "Claire Castillon, le trash et la tendresse, d@ns le texte", 25/01/2012.
- "Oligarchie, radio et séduction, d@ns le texte", 08/02/2012.
- "Dufresne et le grand bazar de Tarnac, d@ns le texte", 07/03/2012.
- "Bernard Stiegler, voyage éclair d@ans le texte", 04/04/2012.
- "Fottorino, la presse et le pouvoir, d@ns le texte : Lagardère, Pébereau, Plantu, Sarkozy, l'ex-patron du Monde parle", 11/04/2012.
- "Michel Serres et les horreurs du présenciel, d@ns le texte", 13/06/2012.
- "Giesbert, caniche rebelle, d@ns le texte", 19/06/2012.

### Saison 5
- "Mathias Enard, les révolutions arabes et les indignés, d@ns le texte", 04/09/2012.
- "Anne Serre, l'inceste et la joie, d@ns le texte", 18/10/2012.
- "François Cusset, et l'insurrection qui ne vient pas, d@ns le texte", 10/12/2012.